# Ojeong-gu
Ojeong-gu es un distrito de la ciudad de Bucheon, en Gyeonggi, Corea del Sur.

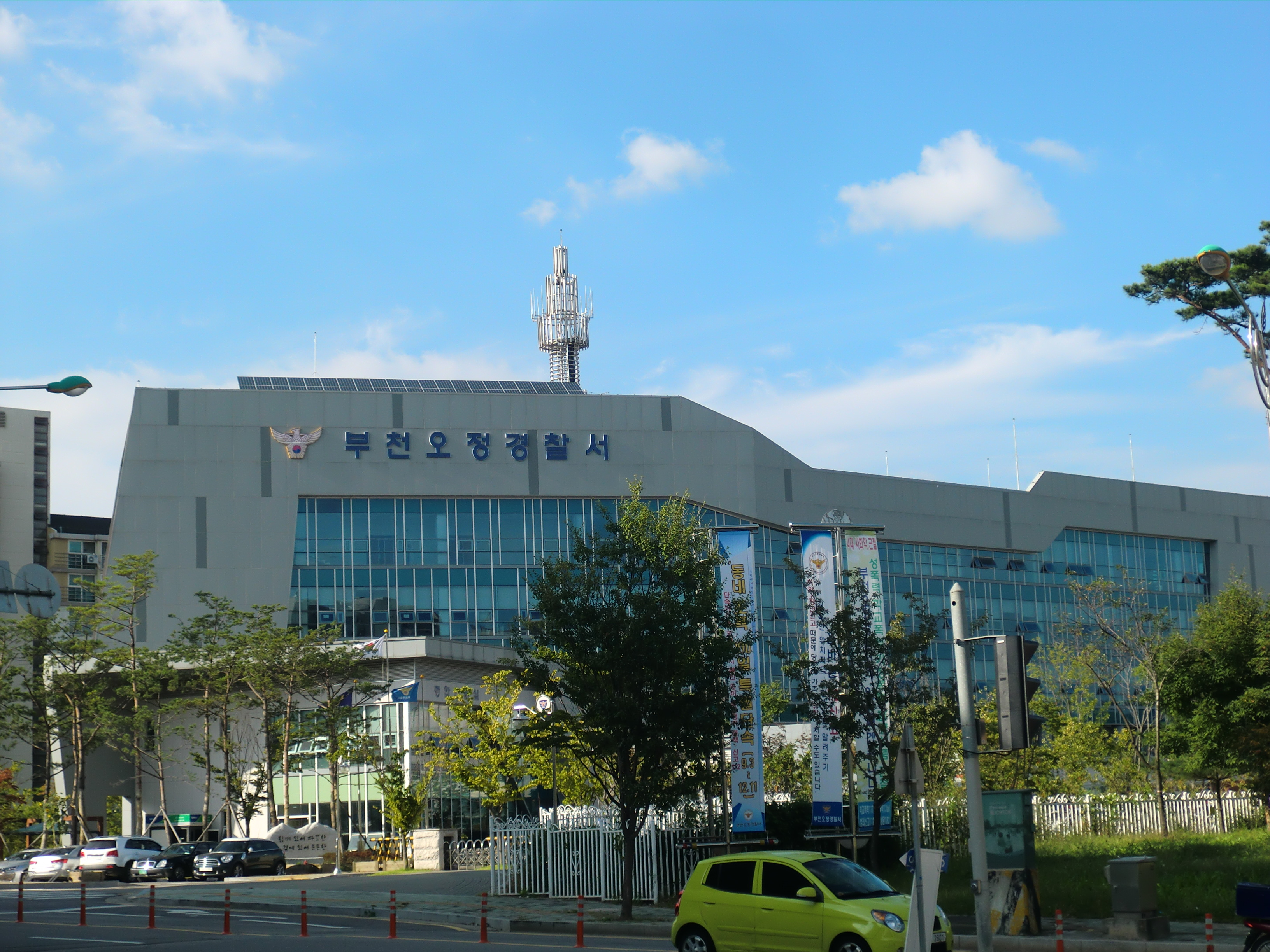
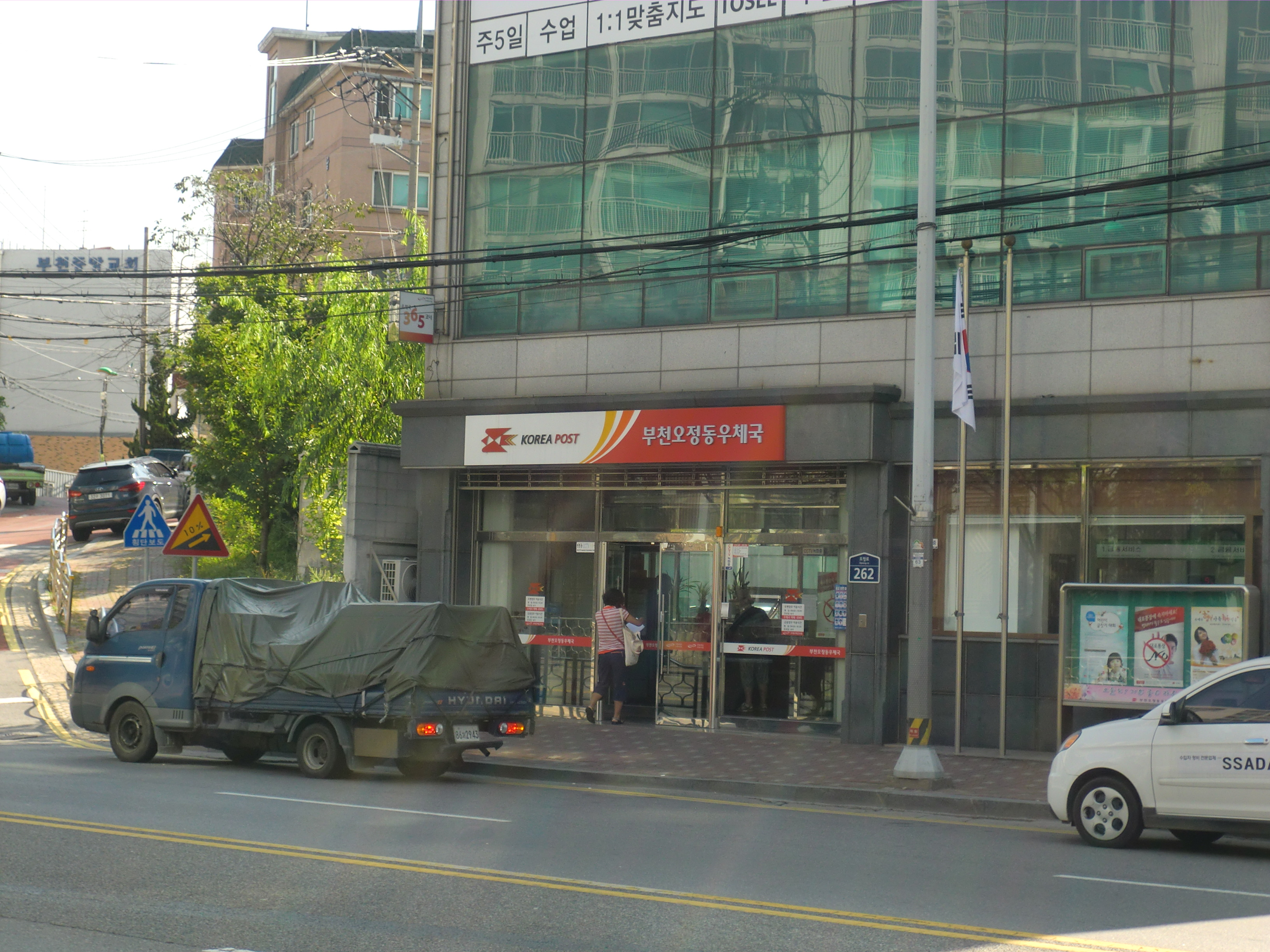
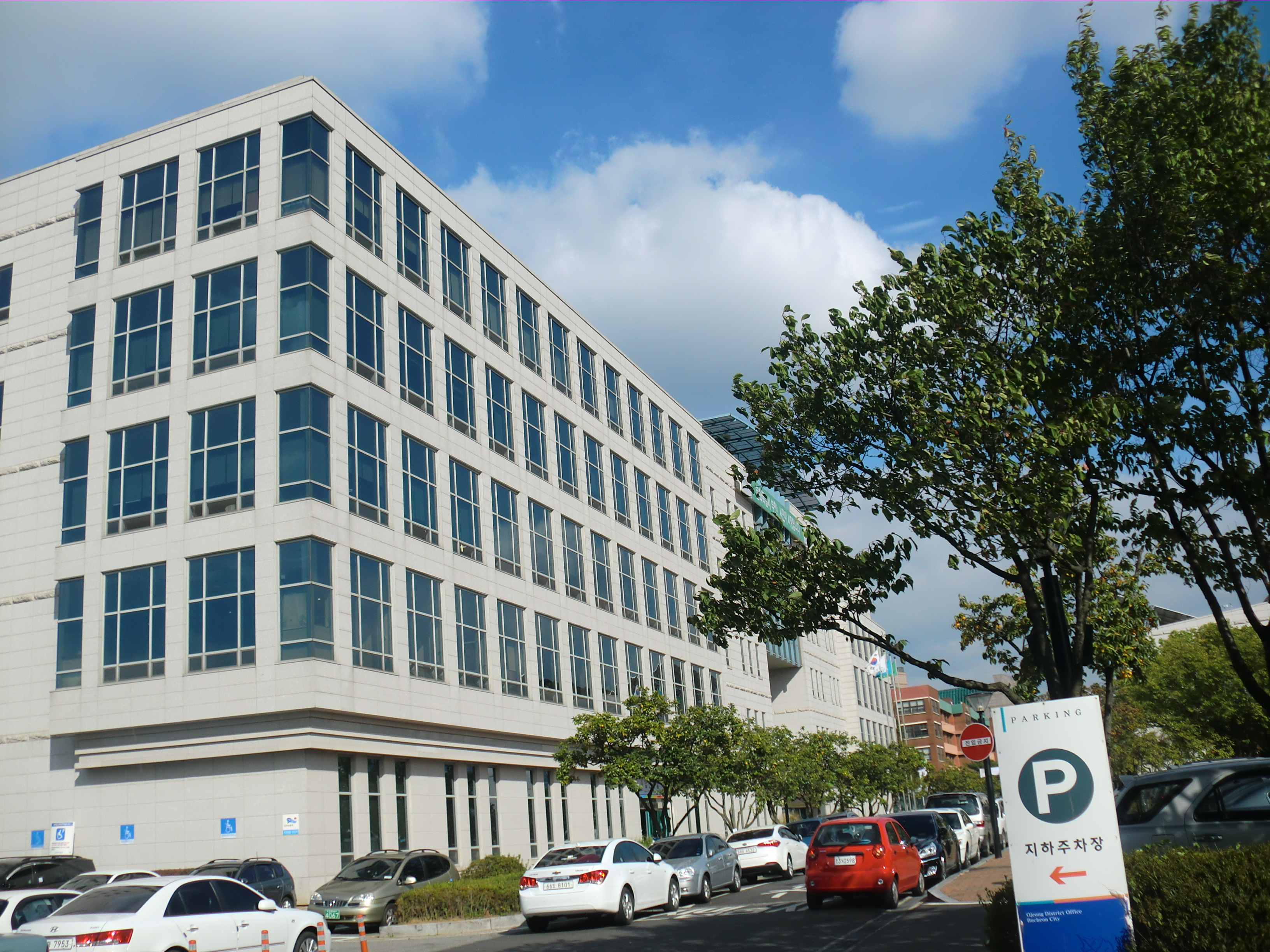

## Divisiones administrativas
Ojeong-gu se divide en las siguientes dongs.
- Gogang-dong
- Gogang 1-dong
- Gogangbon-dong
- Sinheung-dong (Dividido a su vez en Samjeong-dong y Naedong)
- Ojeong-dong (Dividido a su vez en Ojeong-dong y Daejang-dong)
- Seonggok-dong (Dividido a su vez en Jakdong y Yeowol-dong)
- Wonjong 1 y 2 Dong